# 130. pehotni polk (Avstro-Ogrska)
Za druge 130. polke glejte 130. polk.
130. pehotni polk je bil pehotni polk k.u.k. Heera.

## Zgodovina
Polk je bil ustanovljen leta 1918, med prvo svetovno vojno, v sklopu t. i. Conradovih reform, pri čemer je bila sama vojaška sposobnost polka zelo slaba. Sestavljen je bil iz treh bataljonov, ki so jih vzeli iz dotedaj obstoječih polkov.

## Organizacija
Ob ustanovitvi
- 4. bataljon, 30. pehotni polk
- 4. bataljon, 80. pehotni polk
- 4. bataljon, 89. pehotni polk